# Vale de Vargo
Vale de Vargo est une ancienne paroisse civile portugaise (en portugais : freguesia) de la municipalité de Serpa dans le district de Beja.
La loi no 11-A/2013 du 28 janvier 2013, portant réorganisation administrative du territoire des freguesias, fusionne Vale de Vargo avec la paroisse voisine de Vila Nova de São Bento pour former l’União das freguesias de Vila Nova de São Bento e Vale de Vargo (dont le siège est à Vila Nova de São Bento).